# Arctocyon
L'arctocione (gen. Arctocyon) è un mammifero estinto, appartenente ai procreodi. Visse nel Paleocene superiore (circa 60 - 55 milioni di anni fa) e i suoi resti fossili sono stati ritrovati in Europa e in Nordamerica.

## Descrizione
I membri appartenenti a questo genere erano di taglia variabile: potevano essere della taglia di un grosso cane (come Arctocyon primaevus) ma anche di un piccolo orso (come A. mumak). Arctocyon possedeva zampe relativamente corte e forti, munite di zoccoli simili ad artigli. Il cranio, lungo e robusto, possedeva una cresta sagittale piuttosto pronunciata, che senza dubbio ancorava forti muscoli per la masticazione. I denti rappresentano uno strano mix tra caratteristiche “da erbivoro” e “da carnivoro”. I molari erano potenti e trituranti, simili a quelli di un orso (da qui il nome Arctocyon, che significa "orso-cane"). Gli incisivi sembrerebbero adatti a strappare fogliame, mentre i canini erano allungatissimi a formare vere e proprie zanne. I canini inferiori, in particolare, erano eccezionalmente sviluppati ed erano molto più robusti e lunghi di quelli superiori, comunque ben sviluppati. 

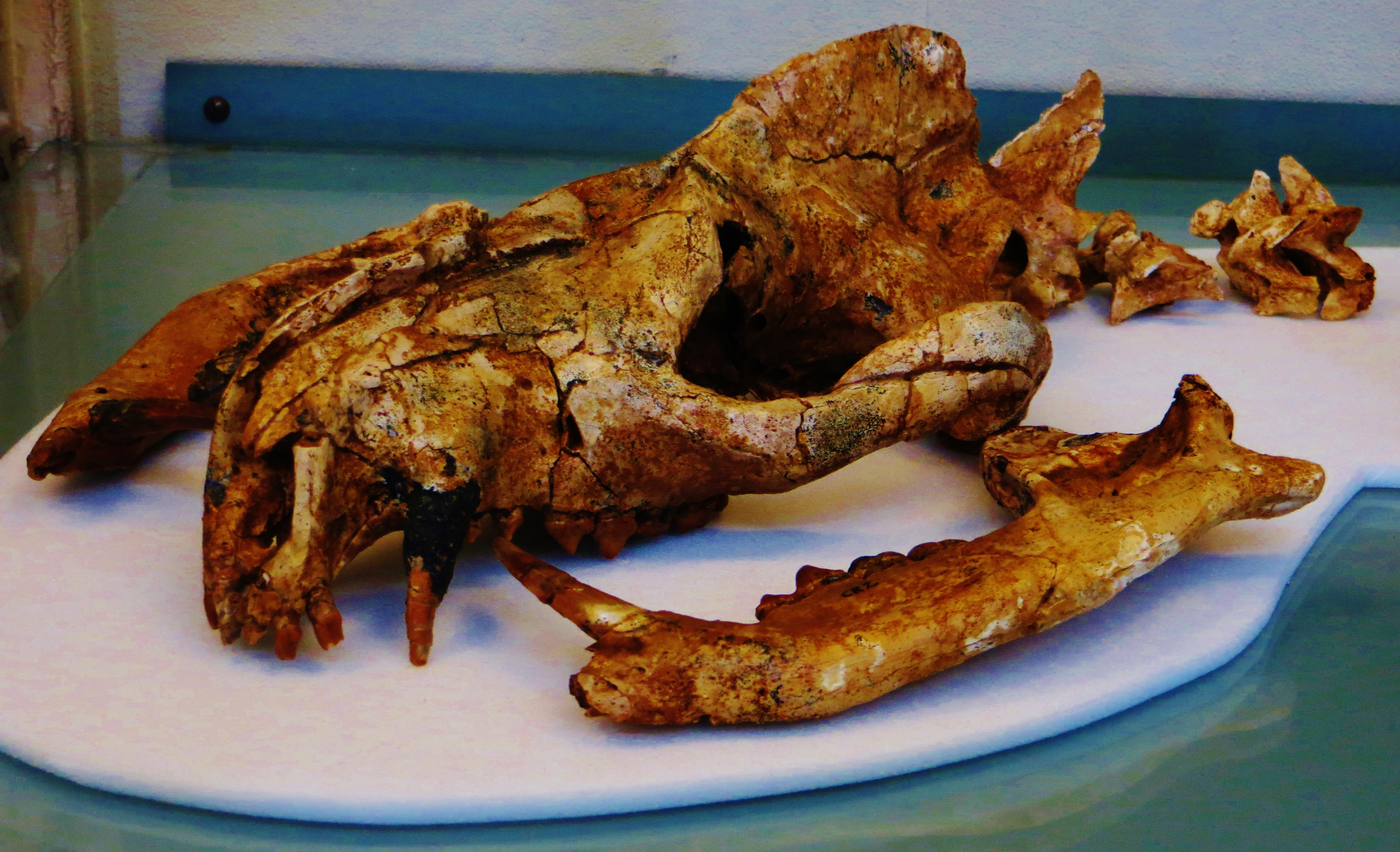
Cranio e mandibola di Arctocyon primaevus. In evidenza, nella mandibola, un lungo canino inferiore

Uno studio compiuto sui fossili della specie A. primaevus ha indicato che lo scheletro postcranico di Arctocyon era altrettanto particolare. Alcune caratteristiche suggeriscono la capacità di arrampicarsi, come lo sviluppo dei muscoli adduttori e abduttori, lo sviluppo dei muscoli flessori delle dita (che permetteva l'abilità di afferrare), le articolazioni altamente mobili, l'ulna convessa e il piede plantigrado a cinque dita. Tuttavia, in contrasto con le giunture molto mobili delle zampe, Arctocyon possedeva anche una regione toracica posteriore molto rigida, caratterizzata da zigapofisi revolute, sconosciute nei mammiferi attuali. La morfologia della prima vertebra caudale indica inoltre che la coda era lunga, potente e muscolosa, dalla base rigida: probabilmente giocava un ruolo fondamentale nella locomozione. La morfologia delle zampe posteriori era simile a quella delle zampe anteriori: lo sviluppo degli adduttori, dei flessori e dei rotatori delle articolazioni mobili del bacino era molto sviluppato (Argot, 2013).
La gigantesca specie A. mumak possedeva differenti specializzazioni: alcune caratteristiche del tarso, come il grande tubercolo plantare sul navicolare e un solco ben sviluppato al di sotto del sustentaculum tali, indicano che questa specie doveva essere di abitudini terrestri e forse fossorie (Gould e Rose, 2014).

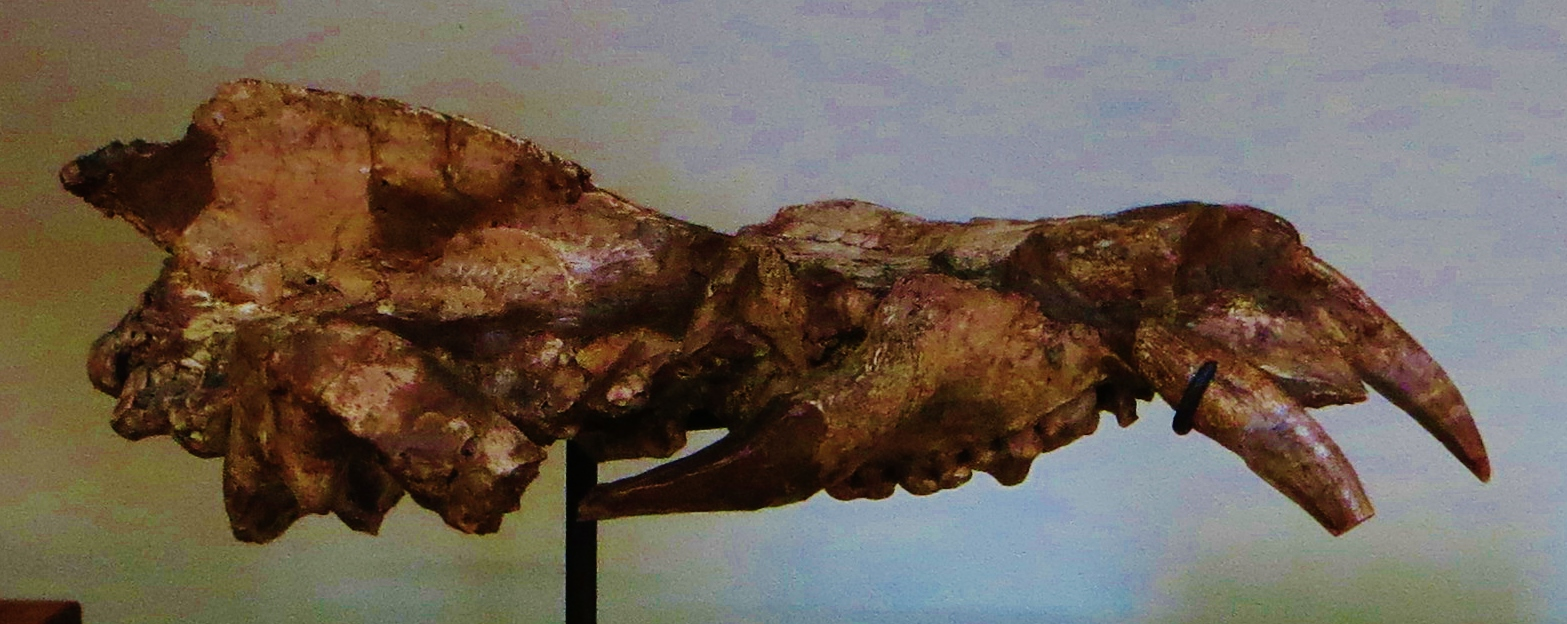
Cranio di Arctocyon primaevus. In evidenza i forti canini superiori e la notevole cresta sagittale

## Classificazione
Il genere Arctocyon venne descritto per la prima volta da de Blainville nel 1841, sulla base di resti fossili ben conservati provenienti dai terreni del Paleocene superiore della Francia. La specie tipo è Arctocyon primaevus, nota per numerosi resti fossili provenienti da vari giacimenti francesi. Altre specie attribuite a questo genere sono note in Nordamerica: A. ferox, descritta da Edward Drinker Cope nel 1883 e nota per fossili provenienti da Nuovo Messico, Wyoming, Alberta e Montana, di dimensioni simili alla specie europea; e A. mumak, di grandi dimensioni, descritta da Van Valen nel 1978 e rinvenuta in Wyoming, Texas, Colorado e Saskatchewan. Questa specie, nota inizialmente per una mandibola isolata, è stata in seguito ben studiata grazie a uno scheletro incompleto rinvenuto nel 1963 nel Bighorn Basin in Wyoming. Altre specie nordamericane sono A. corrugatus e A. acrogenius; a quest'ultima specie potrebbero appartenere anche gli esemplari di grandi dimensioni ascritti alla specie A. mumak (Kondrashov e Lucas, 2004). Altri resti attribuiti ad Arctocyon sono stati ritrovati in Germania.
Arctocyon è il genere eponimo della famiglia Arctocyonidae, un gruppo di mammiferi arcaici dalle incerte affinità, un tempo classificati nell'eterogeneo ordine dei condilartri e attualmente inserito nel poco noto gruppo dei Procreodi. Arctocyon comprende alcuni tra i procreodi più grandi mai vissuti, ed era sicuramente un membro specializzato del gruppo. Affine ad Arctocyon era Arctocyonides, rinvenuto anch'esso nei giacimenti francesi paleocenici, ma di dimensioni minori e di corporatura più snella. Un altro arctocionide interessante è Mentoclaenodon, dotato di canini superiori ancora più allungati.

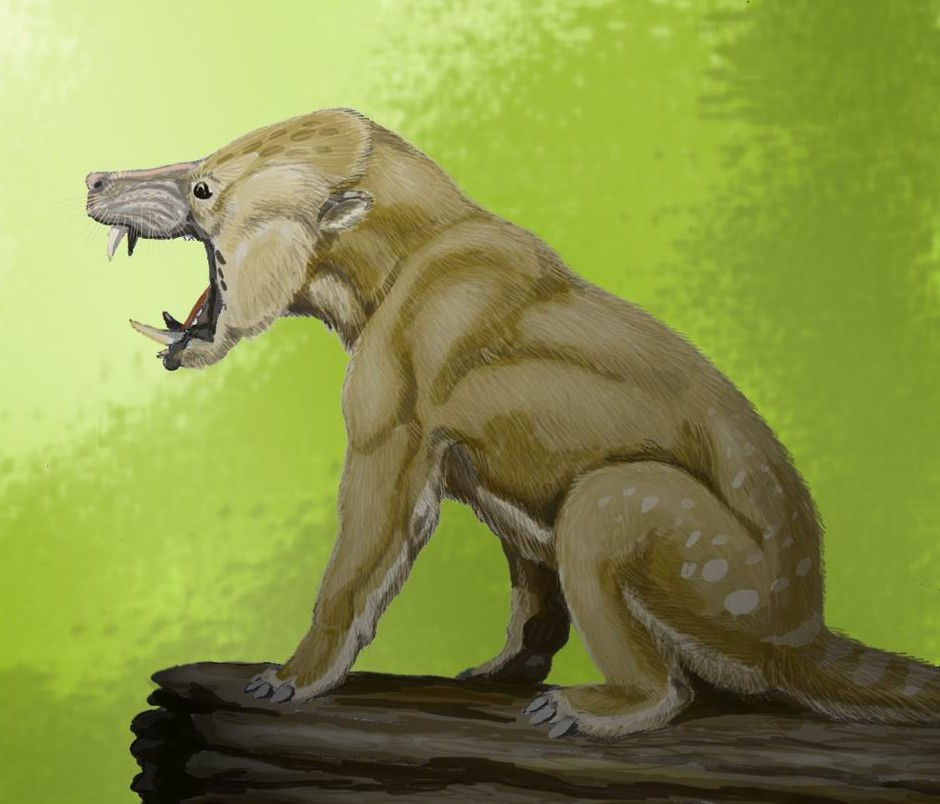
Ricostruzione di Arctocyon primaevus

## Paleoecologia e paleobiologia
Probabilmente questo animale aveva una dieta onnivora: i denti molariformi indicano che Arctocyon triturava materiale vegetale, ma gli incisivi e in particolare i grandi canini potrebbero indicare la capacità di nutrirsi di carne. Anche lo scheletro postcranico induce a ipotizzare una dieta mista, anche se la morfologia non è riscontrabile in nessun mammifero attuale. Alcune specie di Arctocyon (ad esempio A. primaevus) avevano senza dubbio la capacità di arrampicarsi sugli alberi, mentre altre (A. mumak) erano sicuramente terricole e potrebbero essere state scavatrici o addirittura fossorie.
Uno studio ha indicato che A. primaevus, a livello morfologico, era più simile ad alcuni mammiferi marsupiali sudamericani estinti, i borienoidi, più che a qualsiasi altro mammifero. La taglia generale e le proporzioni sono un mix tra Borhyaena e Prothylacinus, mentre alcune caratteristiche (lo sviluppo di creste e processi sull'omero) lo rendevano simile a Prothylacinus. In generale, sembra che Arctocyon e i suoi stretti parenti, con i loro canini a sciabola e i denti molariformi che indicavano una dieta onnivora, e uno scheletro più simile a quello dei carnivori che a quello degli ungulati, rappresentavano un mosaico di caratteristiche molto insolito e la loro paleobiologia e paleoecologia sono quindi molto difficili da stabilire (Argot, 2013).